# Fokker S.IV
Fokker S.IV là một loại máy bay huấn luyện quân sự sản xuất ở Hà Lan vào giữa thập niên 1920.

## Tính năng kỹ chiến thuật
Đặc điểm tổng quát
- Kíp lái: 2
- Chiều dài: 8.50 m (27 ft 11 in)
- Sải cánh: 11.70 m (38 ft 5 in)
- Trọng lượng có tải: 1,020 kg (2,250 lb)
- Powerplant: 1 × Armstrong Siddeley Mongoose, 82 kW (110 hp)

Hiệu suất bay
- Vận tốc cực đại: 150 km/h (93 mph)